# Toledo-Krieg

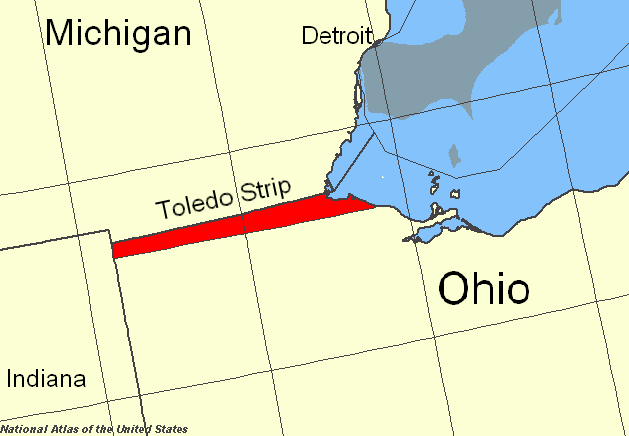
Der Toledo-Streifen in rot

Der Toledo-Krieg von 1835 war ein Streit zwischen dem US-Bundesstaat Ohio und dem Michigan-Territorium um die Stadt Toledo.
Wegen ungenauer Landvermessungen im späten 18. Jahrhundert wurde die Südspitze des Michigansees nördlicher angegeben, als sie tatsächlich war. 1787 legte der Kongress der Vereinigten Staaten die Grenzen zukünftiger Bundesstaaten rund um die Großen Seen fest. Dabei wurde eine Ost-West-Linie festgelegt, die am südlichsten Punkt des Michigansee beginnen und am Eriesee enden sollte. Hierdurch wurde unter anderem die Grenze zwischen dem Michigan-Territorium und dem späteren Ohio beschrieben. Die damaligen Karten wiesen diesen südlichsten Punkt einige Meilen nördlich aus. Zu Beginn des 19. Jahrhunderts kamen genauere Karten auf, die den südlichsten Punkt genauer auswiesen.
Da die verfassunggebende Versammlung von Ohio befürchtete, dass die Grenze das Südufer des Eriesees verfehlen könnte, definierte sie in der Verfassung von 1803 die Nordgrenze als a direct line running from the southern extremity of Lake Michigan to the most northerly cape of the Miami Bay (eine gerade Linie von der Südspitze des Michigansees bis zum nördlichsten Kap der Maumee Bay [an der Mündung des Maumee River]). Die Südgrenze des Territoriums Michigan wurde hingegen bei der alten Definition belassen. Dadurch war das als Toledo-Streifen bezeichnete Gebiet seit 1812 zwischen beiden umstritten. Toledo war die einzige wichtige Stadt, die sich in diesem Streifen befand. Sie war zu der Zeit der wichtigste Hafen am westlichen Eriesee.

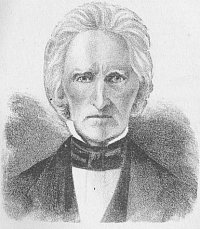
Robert Lucas, Gouverneur von Ohio

Als Michigan den Status eines Bundesstaates erhalten sollte, wurde die Grenzfrage akut. Michigan und Ohio konnten sich nicht einigen, und Ohios Gouverneur Robert Lucas bestimmte Landkreise (counties), in denen er entsprechende Behörden installierte. Toledo lag in dem nach dem Gouverneur benannten Lucas County. Michigans 23 Jahre alter Territorialgouverneur Stevens Mason reagierte auf diese hoheitliche Beanspruchung mit der Entsendung von Milizen in die Region. Lucas tat das Gleiche. Der Toledo-Streifen war zu dieser Zeit zum größten Teil von dem dicht bewachsenen Great Black Swamp (Großer Schwarzer Sumpf) bedeckt, welcher heutzutage fast vollständig zu landwirtschaftlichen Zwecken trockengelegt wurde.
Der Kongress der Vereinigten Staaten legte die Angelegenheit durch Zusprechen von Toledo an Ohio und den westlichen zwei Dritteln der oberen Michigan-Halbinsel (der östliche Teil war bereits Teil des Territoriums) an Michigan bei. Ohio wurde zu dieser Zeit als Gewinner der Entscheidung betrachtet, weil die obere Halbinsel als wertlos betrachtet wurde; erst später wurde der Reichtum an Bodenschätzen bekannt.